# Walid Athmani
Walid Athmani (en arabe : وليد عثماني) est un footballeur algérien né le 18 avril 1992 à Biskra. Il évolue au poste d'ailier droit au WA Boufarik.

## Biographie
Walid Athmani dispute 33 matchs en première division algérienne : 23 avec le MC Oran et 10 avec l'USM El Harrach.

## Palmarès
Algérie
- CAN -17 ans :
  - Finaliste : 2009.